# Coronacrisis in Griekenland
De coronacrisis in Griekenland verliep in 2020 in veel opzichten zoals elders in Europa. De crisis  maakte deel uit van de wereldwijde coronapandemie van de ziekte COVID-19 veroorzaakt door SARS-CoV-2. Het eerste geval in Griekenland werd bevestigd op 26 februari 2020, toen een 38-jarige vrouw uit Thessaloniki die onlangs Noord-Italië had bezocht, werd bevestigd te zijn besmet. Latere gevallen eind februari en begin maart hadden betrekking op mensen die naar Italië waren gereisd en een groep pelgrims die naar Israël en Egypte waren gereisd, evenals hun contacten. Het eerste overlijden van COVID-19 in Griekenland was een 66-jarige man, die stierf op 12 maart. Op 27 juni 2020 waren er 3.366 bevestigde gevallen en 191 sterfgevallen.
Na bevestiging van de eerste drie gevallen in Griekenland werden alle carnavalsevenementen in het land op 27 februari geannuleerd. Gezondheids- en staatsautoriteiten gaven voorzorgsrichtlijnen en aanbevelingen uit, terwijl maatregelen tot begin maart lokaal werden genomen, waaronder de sluiting van scholen en de opschorting van culturele evenementen in de getroffen gebieden (met name Ilia, Achaea en Zakynthos). Op 10 maart, met 89 bevestigde gevallen en zonder sterfgevallen in het land, besloot de regering de onderwijsinstellingen van alle niveaus in het hele land te sluiten en vervolgens op 13 maart alle cafés, bars, musea, winkelcentra, sportscholen en restaurants in het land. Op 16 maart werden ook alle winkels gesloten en werden alle diensten op alle gebieden van religieuze eredienst van welke religie of dogma ook opgeschort. Eind april kondigde de regering een reeks maatregelen aan ter waarde van in totaal ongeveer 24 miljard euro, 14% van het BBP van het land, om de economie te ondersteunen.
Op 22 maart kondigden de Griekse autoriteiten beperkingen aan op alle niet-essentiële verplaatsingen door het hele land, vanaf 23 maart om 06.00 uur. Sinds die datum was verplaatsing buiten het huis alleen toegestaan om zeven redenen: 1) van of naar de werkplek reizen tijdens werkuren, 2) naar de apotheek gaan of een dokter bezoeken, 3) naar een voedselwinkel gaan, 4) naar de bank gaan voor diensten die niet online mogelijk zijn, 5) een persoon helpen die hulp nodig heeft, 6) naar een groot ritueel gaan (begrafenis, huwelijk, doop) of het reizen van gescheiden ouders vanwege de omgang met hun kinderen, wat essentieel is voor contact met hun kinderen, en 7) naar buiten gaan om te sporten of om uw huisdier uit te laten, individueel of in paren. Burgers die hun huis verlaten, moeten hun ID bij zich hebben of paspoort, evenals een ondertekend attest waarin het doel of de redenen van reizen wordt vermeld. De Griekse politie, de gemeentelijke politie, de Griekse kustwacht en de Nationale Transparantie Autoriteit zijn bevoegd om de beperkingen af te dwingen en kunnen boetes opleggen voor elk strafbaar feit. Op 4 april werden deze beperkingen verlengd tot 27 april en op 23 april tot 4 mei.
De maatregelen die in Griekenland zijn getroffen, behoren tot de meest proactieve en strengste van Europa en zijn internationaal geroemd omdat ze de verspreiding van de ziekte hebben vertraagd en het aantal doden in Griekenland was een van de laagste in Europa.
Vanaf 4 mei 2020, na een sluiting van 42 dagen, begon Griekenland geleidelijk de bewegingsbeperkingen op te heffen en de bedrijfsactiviteit opnieuw op te starten.

## Achtergrond
Op 12 januari 2020 heeft de Wereldgezondheidsorganisatie (WHO) bevestigd dat een nieuw coronavirus de oorzaak was van een luchtwegaandoening bij een cluster van mensen in Wuhan, Hubei, China, dat op 31 december 2019 aan de WHO werd gemeld.
De dodelijkheid van COVID-19 is veel lager dan van SARS in 2003, maar de transmissie van het virus is aanzienlijk groter geweest, met hoge aantallen doden.

## Ontwikkeling besmettingen eerste half jaar 2020

Aantal besmettingen (blauw) en doden (rood) door COVID-19 (logaritmische schaal). De stippellijnen geven het dagelijkse verschil aan.

Op 26 februari werd het eerste geval in Griekenland bevestigd. Een 38-jarige vrouw uit Thessaloniki, die onlangs Milaan, Noord-Italië had bezocht, testte positief en werd opgenomen in het AHEPA Universitair Ziekenhuis. Zowel haar familie als degenen die met haar in contact kwamen, isoleerden zich vrijwillig. Ook de besmettingen in de dagen die volgden hadden te maken met reizen naar Italië.
Op 6 maart waren er in Griekenland 45 bevestigde gevallen. Ondanks de maatregel om scholen, universiteiten, theaters en bioscopen tot 22 maart gesloten te houden in drie van de getroffen gebieden (Achaia, Ileia en Zakynthos) was het aantal besmettingen op 10 maart gestegen tot 89 gevallen. Op 12 maart werden de eerste twee gemelde gevallen in Griekenland, een moeder en haar kind, na volledig herstel uit het ziekenhuis ontslagen. Een 66-jarige patiënt in Rio stierf als gevolg van het virus, het eerste virusgerelateerde overlijden in Griekenland.
Op 31 maart waren er 1314 besmettingen en was het dodental 49.
Het aantal besmettingen steeg tot ongeveer 3000 en er stierven bijna 200 mensen aan de gevolgen van het virus in het eerste half jaar. In april vlakte de stijging af.

## Maatregelen eerste half jaar 2020
Vanaf 9 maart heeft de Griekse regering de volgende maatregelen aangekondigd:

### Beperkingen op verplaatsingen en bijeenkomsten

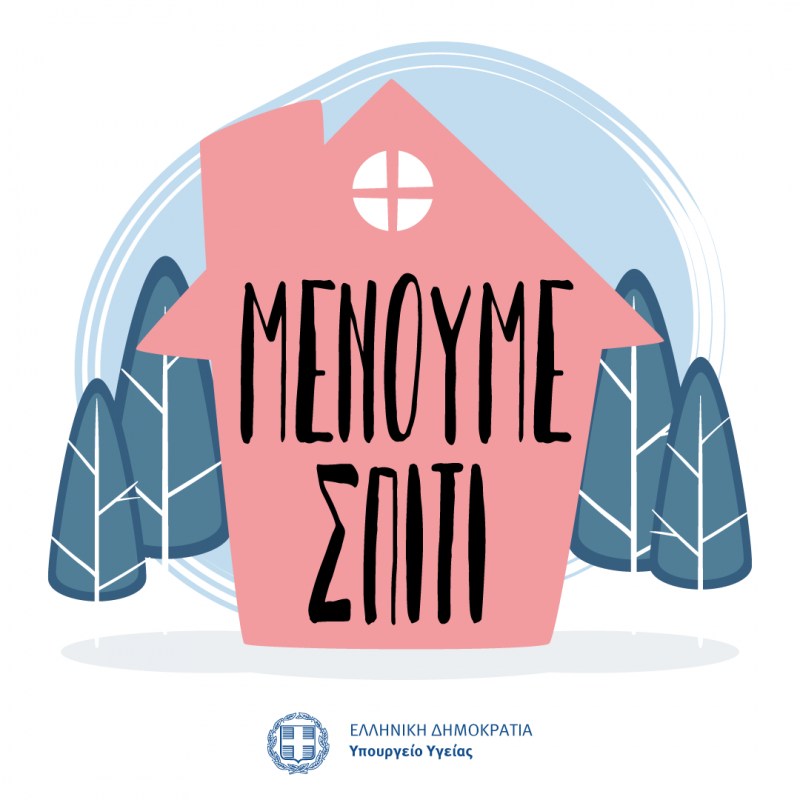
Logo van de campagne "Μένουμε Σπίτι" (Wij Blijven Thuis) van het Griekse Ministerie van Volksgezondheid.

Op 9 maart werden alle schoolreisjes verboden, werden alle sportwedstrijden gespeeld zonder dat er fans aanwezig waren en werden alle schoolkampioenschappen geannuleerd. Vanaf 10 maart waren alle onderwijsinstellingen 14 dagen gesloten.
Op 16 maart werden twee dorpen in West-Macedonië, Damaskinia en Dragasia, in quarantaine geplaatst nadat verschillende gevallen onder hun inwoners waren bevestigd. Beweging binnen en buiten de dorpen werd verboden, waardoor alleen medisch personeel en gemeentelijk personeel medicijnen en voedsel konden leveren. Op 18 maart kondigde Griekenland nieuwe coronavirusbeperkingen aan met betrekking tot migrantenkampen. Dertig dagen lang zou de verplaatsing van kampbewoners beperkt blijven tot kleine groepen tussen 07.00 uur en 19.00 uur, die slechts één persoon per gezin zou kunnen omvatten en zou worden gecontroleerd door de politie in het openbaar vervoer. Gespecialiseerde medische teams werden naar de kampen gestuurd voor het creëren van virusisolatiegebieden en verplichte temperatuurcontrole. Alle andere bezoeken aan de kampen, zowel door individuen als door organisaties, werden gedurende ten minste 14 dagen opgeschort. Op dezelfde dag kondigde viceminister van Civiele Bescherming en Crisismanagement Nikos Hardalias een verbod aan op openbare bijeenkomsten van tien of meer mensen en de oplegging van een boete van 1.000 euro aan overtreders.
Minister van Scheepvaart en Eilandbeleid Giannis Plakiotakis heeft op 20 maart aangekondigd dat alleen permanente bewoners en bevoorradingsvrachtwagens met ingang van 21 maart om 06.00 uur lokale tijd naar de Griekse eilanden mogen reizen. Reizigers moeten een bewijs van permanente verblijfsvergunning (via een belastingcertificaat) kunnen overleggen op het eiland waarnaar ze willen reizen. Mensen die al op de eilanden zijn en willen vertrekken, mogen terugkeren naar het vasteland.

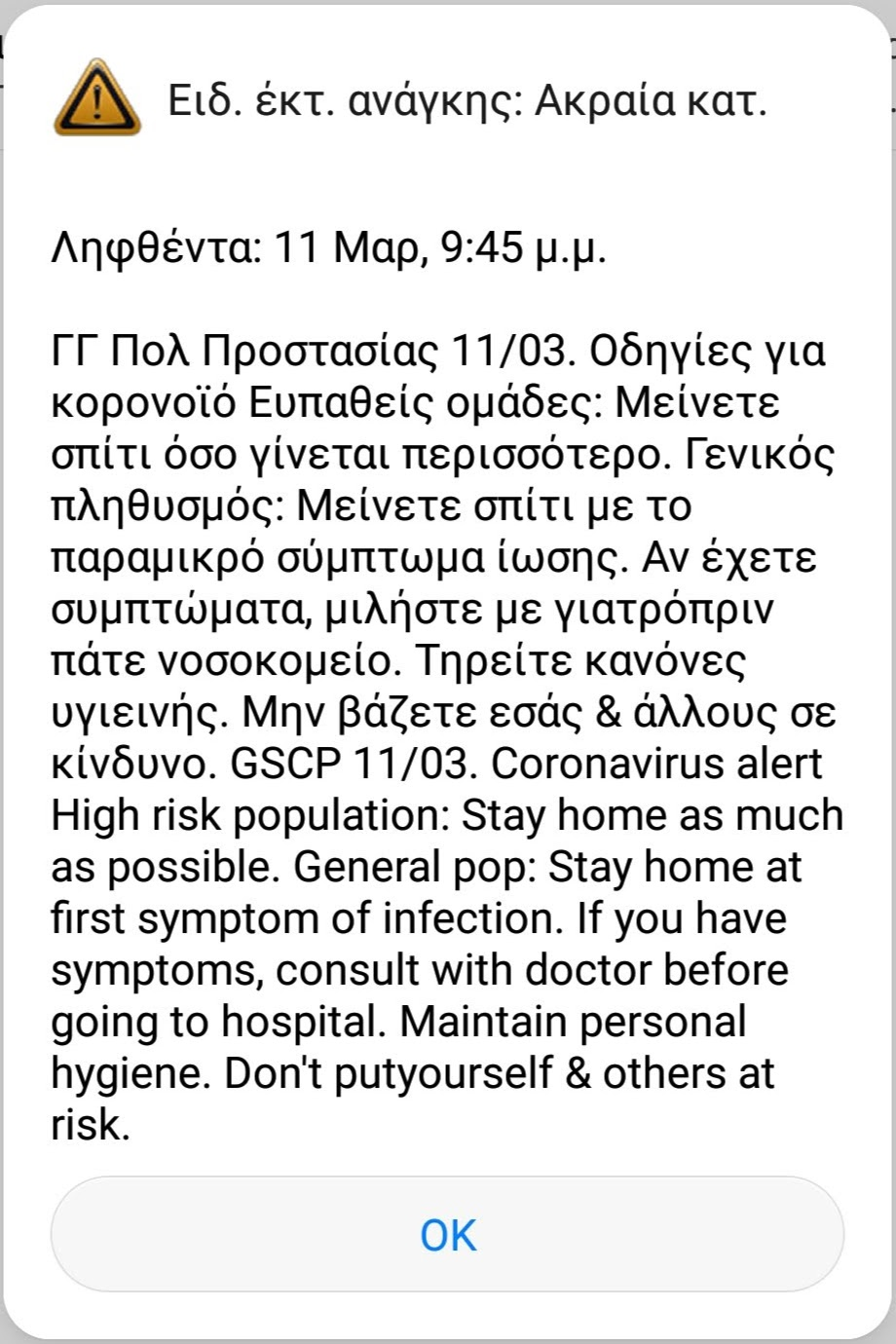
Cell Broadcast-bericht verzonden op alle smartphones in Griekenland op 11 maart door het secretariaat-generaal voor civiele bescherming, met instructies over de pandemie.

Op 22 maart kondigde de Griekse regering een verbod aan op alle niet-essentiële transporten en bewegingen in het hele land, van 23 maart om 6 uur tot 6 april. Beweging was alleen toegestaan om een voorgeschreven reeks redenen, waaronder het verplaatsen van of naar de werkplek tijdens normale kantooruren, winkelen voor eten of medicijnen, een arts bezoeken of een persoon helpen die hulp nodig heeft, individueel of in paren sporten of een huisdier uitlaten, het bijwonen van een ceremonie (huwelijk, doop, begrafenis enz.), en gevallen van gescheiden ouders die reizen vanwege de omgang met hun kinderen. Ook personen die terugkeren naar hun vaste woonplaats worden vrijgesteld. Burgers die hun huis verlaten, moeten hun identiteitsbewijs of paspoort bij zich hebben, evenals een soort certificering die de reden voor hun verplaatsing verklaart, die door hun werkgever of door henzelf moet worden bevestigd. De opties omvatten het invullen van een speciaal formulier dat kan worden gedownload van de overheidswebsite forma.gov.gr, het sturen van een gratis sms naar het nummer 13033 of het uitleggen van hun reden in een ondertekende handgeschreven verklaring. De benodigde informatie omvat de naam, het huisadres, het tijdstip van vertrek van huis en de specifieke reden van beweging die onder een van de uitzonderingen valt. Leden van de regering en het parlement, evenals alle personeelsleden op het gebied van gezondheid, civiele bescherming, wetshandhaving en strijdkrachten, werden uitgesloten van de maatregel. De Griekse politie, de gemeentelijke politie, de kustwacht en de Nationale Transparantie Autoriteit moeten de beperkingen handhaven en kunnen boetes van 150 euro opleggen voor elk delict. Op dezelfde dag werd ook aangekondigd dat het openbaar vervoer overdag beperkt zou zijn, hoewel de ov-organisaties tijdens kantooruren voor voldoende dienstverlening zouden zorgen. Reizen met de auto was alleen toegestaan om specifieke redenen en de bestuurder mag maar één passagier in het voertuig hebben. Sinds het begin van de avondklok tot en met 6 april heeft de Griekse politie meer dan 20.000 schendingen geregistreerd (de laatste dagen was er een toename) en 348 overtreders gearresteerd. Op 4 april werd de maatregel verlengd tot 27 april.
Op 31 maart kondigde viceminister voor Civiele Bescherming en Crisismanagement Nikos Hardalias aan aanvullende beperkende maatregelen te nemen voor een duur van 14 dagen in de gemeenten van Kastoria, Orestida en Nestorio van Kastoria evenals die van Xanthi en Myki. Er werd een avondklok ingesteld van 20.00 uur tot 08.00 uur de volgende ochtend en sommige opties voor de beperkingen van de lockdown-beweging werden opgeschort. Alleen naaste familieleden kunnen een begrafenis bijwonen en eigenaren van gezelschapsdieren mogen hun huisdier maximaal 15 minuten uitlaten en alleen in de buurt van hun huis.
Op 2 april werden na een besmettingsgeval in Mykonos alle bouwactiviteiten op het eiland opgeschort. Op 5 april werd een andere besmetting bevestigd en werd een avondklok ingesteld van 20.00 uur tot 8.00 uur de volgende ochtend, terwijl sommige opties voor de beperkingen van de lockdown-beweging 14 dagen werden opgeschort. Op dezelfde dag werd alle bouwactiviteit op het eiland Santorini gedurende 30 dagen opgeschort, hoewel daar geen gevallen zijn gemeld.
Vanaf 8 april installeerde de Griekse politie permanente wegversperringen en intensiveerde controles van voertuigen op alle nationale wegen en snelwegen in het hele land, evenals van reizigers op de luchthavens, havens, trein- en busstations. Iedereen die zonder geldige reden met de auto naar een andere bestemming dan zijn vaste woonplaats reist, krijgt een boete van 300 euro, moet terugkeren naar zijn plaats van herkomst en de kentekenplaten van het voertuig worden gedurende 60 dagen in beslag genomen.

#### Reisbeperkingen in het buitenland
Op 9 maart kondigde de Griekse Burgerluchtvaartautoriteit de tijdelijke opschorting aan van alle vluchten van en naar Noord-Italië, met gevolgen voor alle Griekse luchthavens en alle luchtvaartmaatschappijen. Op 14 maart werd de opschorting uitgebreid tot alle passagiersvluchten van en naar Italië, met uitzondering van vracht- en sanitaire vluchten.
Op 16 maart sloot Griekenland zijn grenzen met Albanië en Noord-Macedonië en besloot het alle weg-, zee- en luchtverbindingen met deze landen op te schorten, terwijl het alleen het vervoer van goederen en de binnenkomst van Griekse onderdanen en inwoners toestond. Ook werd besloten tot schorsing van veerdiensten van en naar Italië, luchtverbindingen naar Spanje en kwam er het verbod op het aanmeren van alle cruiseschepen en zeilboten in Griekse havens. Op dezelfde dag werd aangekondigd dat een 14-daagse huisbeperking verplicht zal zijn voor degenen die het land binnenkomen.
Op 18 maart hebben Griekenland en de EU-lidstaten besloten hun buitengrenzen voor alle niet-EU-onderdanen te sluiten. In Griekenland was de toegang voor burgers van landen van buiten de Europese Unie alleen toegestaan vanwege een noodsituatie of gezinsaangelegenheden. Alle privépleziervaartuigen uit het buitenland mochten ook het land niet in. Op 19 maart sloot Turkije de landgrensovergangen met Griekenland bij Karaağaç en Ipsala.
Vanaf 23 maart heeft Griekenland alle passagiersvluchten van en naar VK en alle lucht-, zee-, spoor- en wegverbindingen met Turkije opgeschort, met uitzondering van Griekse staatsburgers en mensen met een verblijfsvergunning of met als hoofdverblijfplaats Griekenland, evenals vrachtwagens en schepen die goederen vervoeren.
Op 28 maart schorste Griekenland alle commerciële vluchten van en naar Duitsland en Nederland tot 15 april, met een paar uitzonderingen. Vanuit Duitsland waren alleen vluchten naar de luchthaven Athene Eleftherios Venizelos toegestaan.
Op 15 april heeft de Griekse Burgerluchtvaartautoriteit NOTAM's afgegeven die tot 15 mei betrekking hebben op commerciële vluchten van en naar Italië, Spanje, Turkije, het Verenigd Koninkrijk, Nederland en Duitsland. Uitzonderingen zijn onder meer vracht-, sanitaire, humanitaire, staats-, militaire, veerboot- en Frontex-vluchten, evenals vluchten ter ondersteuning van het Griekse nationale gezondheidszorgsysteem, die voor de repatriëring van Griekse burgers en noodvluchten.
Op 15 mei heeft de Griekse Burgerluchtvaartautoriteit nog vijf NOTAM's uitgegeven die de schorsing van alle commerciële vluchten van en naar Italië, Spanje, Turkije, het Verenigd Koninkrijk en Nederland tot 1 juni verlengde, en alle vluchten van en naar Albanië en Noord-Macedonië en vluchten van Turkije tot 15 juni, met bovengenoemde uitzonderingen. Bovendien werd het tijdelijke inreisverbod voor alle niet-EU-burgers verlengd tot 1 juni en mogen alle internationale vluchten tot die datum alleen op de luchthaven Athene Eleftherios Venizelos landen en vertrekken.

### Economische maatregelen
Op 18 maart kondigden minister van Financiën Christos Staikouras en minister van Ontwikkeling en Investering Adonis Georgiadis tijdens een gezamenlijke persconferentie een pakket maatregelen aan ter ondersteuning van de economie, bedrijven en werknemers. De maatregelen omvatten de schorsing, voor vier maanden, van belasting- en socialezekerheidsverplichtingen van bedrijven die bij staatsbesluit moesten worden gesloten, met als enige voorwaarde dat ze geen werknemers ontslaan. Deze maatregel omvat ongeveer 220.000 bedrijven en 600.000 werknemers. De maatregelen omvatten ook een toelage van € 800 en een schorsing van betaling van de belastingen vanaf maart voor vier maanden voor werknemers van bedrijven waarvan de activiteit is opgeschort en voor freelancers die werkzaam zijn in door de pandemie getroffen sectoren. Ook werd de verlaging van de btw van 24% naar 6% op farmaceutische producten zoals handschoenen, maskers en antiseptica aangekondigd. De Europese Centrale Bank verklaarde ook dat de doelstelling van 3,5% voor het primaire overschot voor Griekenland niet langer van kracht is, volgens een besluit van de Eurogroep.
Op 19 maart kondigde premier Kyriakos Mitsotakis in een toespraak op de nationale televisie de herziening van de staatsbegroting aan om meer dan 10 miljard euro ter ondersteuning van de economie toe te wijzen. De opschorting van belasting- en socialezekerheidsverplichtingen van bedrijven en het aantal begunstigden van het € 800-stipendium werd uitgebreid tot alle bedrijven die schade leden door de pandemie, alle freelancers en zelfstandigen en de meerderheid van de werknemers in de particuliere sector. De staat dekt ook de kosten van de verzekeringen, pensioenen en ziektekosten van begunstigden. De premier verklaarde ook dat de paasbonus volledig aan alle werknemers zou worden betaald en kondigde een speciale bonus aan voor gezondheids- en civielebeschermingswerkers.
Volgens het Internationaal Monetair Fonds bedraagt het pakket maatregelen ter ondersteuning van de economie, gefinancierd uit nationale en EU-middelen, vanaf juni 2020 ongeveer 14% van het Griekse BBP (24 miljard euro) inclusief leninggaranties.

### Opschorting van bedrijven en werkplekken
Op 12 maart werd een sluiting van twee weken aangekondigd van alle theaters, gerechtsgebouwen, bioscopen, sportscholen, speeltuinen en clubs.
Op 13 maart werd de landelijke sluiting aangekondigd van alle winkelcentra, cafés, restaurants, bars, musea en archeologische vindplaatsen en eetgelegenheden, met uitzondering van supermarkten, apotheken en eetgelegenheden die alleen afhalen en bezorgen aanbieden. Op 14 maart waren alle georganiseerde stranden en skigebieden gesloten.
Op 19 maart kondigde de regering de sluiting aan van alle hotels in het hele land, van 22 maart om middernacht tot eind april. Alleen hotels met personeel dat de grens bewaakt, blijven open, evenals drie hotels in Athene en Thessaloniki en één hotel per regionale eenheid. Bovendien worden alle Griekse burgers die uit het buitenland terugkeren, gedurende ten minste 14 dagen onderworpen aan verplichte bewaking en isolatie. Op 22 maart werden ook alle parken, recreatiegebieden en jachthavens gesloten.

### Sluiting van onderwijsinstellingen
Met ingang van 28 februari, met vier bevestigde gevallen in het land, werd als voorzorg besloten tot een lokale sluiting van scholen als de vrees bestond dat leden van deze schoolgemeenschappen mogelijk in contact zijn gekomen met een coronavirusdrager. Op dezelfde dag werden alle door Griekse scholen geprogrammeerde educatieve reizen naar het buitenland opgeschort en begonnen verschillende gemeenten in het hele land scholen lokaal te desinfecteren. Op 4 maart werd besloten tot sluiting van alle openbare en particuliere onderwijsinstellingen van alle niveaus in Ilia, Achaea en Zakynthos en vanaf 8 maart werden alle educatieve reizen binnen het land opgeschort.
Op 10 maart werden alle scholen, universiteiten, kinderdagverblijven en alle andere onderwijsinstellingen veertien dagen lang gesloten. Voor werkende ouders werd een bijzonder verlof van 15 dagen ingevoerd. Tien dagen later, op 20 maart, werd dit verlengd zodat alle onderwijsinstellingen tot 10 april gesloten zouden blijven. Op 10 april kondigde de minister van Onderwijs Niki Kerameos aan dat alle onderwijsinstellingen tot 10 mei gesloten zouden blijven.

### Opschorting van religieuze diensten
Op 9 maart 2020 besprak de Permanent Heilige Synode van de Griekse Kerk, de gevestigde Oosters-Orthodoxe Kerk van het land, de coronaviruspandemie en vaardigde een encycliek uit die naar de bisdommen van de Griekse Kerk werd gestuurd. Nadat hij had verklaard dat de Heilige Communie geenszins een manier was om ziekten over te dragen, besloot de Standing Synode de Heilige Communie te blijven aanbieden en ontvangen. Het besluit van de synode leidde tot controverse. Het standpunt van de synode leidde tot kritiek van de oppositiepartij SYRIZA - de voormalige premier Alexis Tsipras bekritiseerde de hiërarchie, evenals voormalig minister van Volksgezondheid Pavlos Polakis. Sommige vooraanstaande Griekse artsen steunden publiekelijk de voortzetting van de beoefening van de Heilige Communie, wat tot kritiek van de Griekse Vereniging van Ziekenhuisartsen (Grieks: Ομοσπονδία Ενώσεων Νοσοκομειακών Γιατρών Ελλάδος (OENGE)) leidde.
Op 11 maart vertelde de premier van Griekenland, Kyriakos Mitsotakis, het publiek in een landelijk op de televisie uitgezonden toespraak de instructies van artsen en deskundigen op te volgen, en de Kerk van Griekenland om samen te werken bij de handhaving van de volksgezondheidsvoorschriften. Twee dagen later verklaarden de aartsbisschop van Athene en Ieronymos dat de kerk instemde met de door de nationale autoriteiten genomen voorzorgsmaatregelen voor volksgezondheid en deze zou toepassen.
Op 16 maart besloot de Permanent Synode van de kerk, na te zijn geïnformeerd door de woordvoerder van de infectieziekte, Sotiris Tsiodras, om alle openbare diensten op te schorten, behalve de goddelijke liturgieën op zondag, die normaal tussen 7 en 8 uur 's ochtends zouden worden gehouden; huwelijken en doopfeesten werden opgeschort, begrafenissen zouden doorgang vinden met alleen de naaste familie aanwezig en kerken moesten openblijven voor persoonlijk gebed. Naar aanleiding van het synodebesluit kondigde de Griekse premier het besluit van de regering aan om alle religieuze erediensten van welke religie of dogma dan ook van 16-30 maart op te schorten, en om de goddelijke liturgieën van de zondag voor die periode effectief op te schorten.
Op 1 april heeft de Permanente Synode van de Kerk van Griekenland een verklaring afgelegd waarin de gelovigen werden aangemoedigd zich te houden aan de voorschriften van de regering en af te zien van het bijwonen van diensten in kerken; het bevestigde ook zijn standpunt over de Heilige Communie zoals uiteengezet in de verklaring van 9 maart 2020 en sprak de hoop uit dat de plechtige openbare viering van Pasen (Pascha), die op 19 april zou plaatsvinden, zou kunnen plaatsvinden in de nacht van 26 mei, de vooravond van het afscheid nemen (Apodosis) van Pascha.
Op 18 april werden enkele kerken in Athene geopend door de priesters die diensten aanboden aan gelovigen. Elders in Athene protesteerden sommige orthodoxe gelovigen tegen het sluiten van de kerken en sloegen op de kerkdeuren. 18 van hen zijn door de politie in hechtenis genomen. Op het eiland Corfu nodigde de lokale bisschop, die fel in opstand kwam tegen de maatregelen van de regering om de verspreiding van het coronavirus een halt toe te roepen, de burgemeester van Corfu en zijn burgers uit voor een besloten dienst.

### Vluchtelingen en migranten
Premier Mitsotakis heeft op 27 februari aangekondigd dat illegale binnenkomst uit Turkije niet langer wordt getolereerd, aangezien dit een bedreiging zou vormen voor de volksgezondheid in Griekenland. Volgens verschillende schattingen bevinden zich ongeveer 150.600 ontheemden in Griekenland. In de bestaande kampen waren artsen, ngo's en vluchtelingen van mening dat maatregelen tegen de verspreiding van het coronavirus ontbreken omdat mensen in overvolle ruimtes wonen met weinig toegang tot goede gezondheidsdiensten. Op 24 maart hebben 21 internationale mensenrechtenorganisaties die actief zijn in Griekenland, waaronder Amnesty International, Human Rights Watch en ActionAid een open oproep gepubliceerd aan de Griekse regering om onmiddellijk maatregelen te nemen om de verspreiding van COVID-19 in de opvang- en identificatiecentra, waar vluchtelingen wonen, te voorkomen. De omstandigheden in de centra werden bekritiseerd en betreurenswaardig en gevaarlijk genoemd voor zowel de vluchtelingen als de volksgezondheid. Artsen zonder Grenzen, die een kliniek in de buurt van het Moria-kamp heeft, verklaarde dat de aantallen in de kampen een niveau hadden bereikt dat ze een uitbraak van infectie in het kamp niet aankonden. De regering kondigde verder aan dat het reizen van vluchtelingen buiten de kampen zou worden beperkt, aangezien faciliteiten worden voorbereid voor bevestigde gevallen en dat het alleen kleine groepen vluchtelingen en migranten zou toestaan de kampen tijdelijk te verlaten om basisvoorzieningen te verkrijgen.
Op 31 maart werd gemeld dat twee personen besmet waren in het vluchtelingenkamp Ritsona in Centraal-Griekenland.

### Vluchtelingen- en migrantenbeleid met betrekking tot Turkije
Op 28 maart maakte de Turkse minister van Binnenlandse Zaken bekend dat 5800 vluchtelingen en migranten die zonder succes hadden geprobeerd de grens tussen Griekenland en Turkije over te steken, vanwege de coronaviruspandemie waren verplaatst naar Turkse steden. Hij kondigde ook aan dat deze mensen, zodra de pandemie was verdwenen, naar de grens zouden mogen terugkeren.
Griekse functionarissen hebben bezorgdheid geuit dat Turkije besmette vluchtelingen en migranten naar de Griekse eilanden kan sturen. Volgens journalist Stavros Lygeros werden in april 2020 Turkse kustwachten waargenomen in de buurt van boten met migranten, dicht bij de Griekse eilanden, die biologische beschermingspakken droegen. Sommige media meldden dat het Turkse leger en de politie actief betrokken leken te zijn bij plannen om migranten met COVID-19 naar Griekenland en Europa te sturen waarbij de Turkse politie immigranten hielp om naar de kusten bij de Griekse eilanden te verhuizen. Deze migranten zouden in quarantainestations in Turkije blijven, maar werden door de Turkse autoriteiten naar de Griekse grens verplaatst. De Duitse krant Die Welt beschreef het Turkse beleid om migranten te verplaatsen terwijl de pandemie van het coronavirus in volle gang was, om druk uit te oefenen op Griekenland en de Europese Unie, als "onverantwoordelijk" en "zeer gevaarlijk".

### Dierenwelzijn
Volgens een Al Jazeera-rapport op 30 april 2020 zijn dierenrechtenorganisaties en asielen in heel Griekenland overspoeld met duizenden zwerfhonden als gevolg van de verstoring van de internationale adoptie van honden als gevolg van internationale reisbeperkingen die zijn opgelegd als reactie op de coronaviruspandemie.

### Donaties
Het Griekse Ministerie van Volksgezondheid heeft een commissie van drie leden gevormd die verantwoordelijk is voor de beoordeling en werving van alle donaties ter ondersteuning van het nationale zorgstelsel tijdens de COVID-19-pandemie. Op 7 mei maakte minister van Volksgezondheid Vasilis Kikilias bekend dat donaties ter waarde van ongeveer 90 miljoen euro afkomstig waren van organisaties, bedrijven en individuen, maar ook van andere staten zoals China en de Verenigde Arabische Emiraten. 40 miljoen euro was voor medische apparatuur (ic-monitoren, ventilatoren, ic-bedden), nog eens 24,2 miljoen euro was voor persoonlijke beschermingsmiddelen (gezichtsmaskers, chirurgische schorten, beschermende uniformen, medische overschoenen) en er was nog eens 12,5 miljoen euro aan contante giften.

## Opheffing van noodmaatregelen medio 2020
Op 28 april kondigden de Griekse premier Kyriakos Mitsotakis en zes viceministers, evenals vier ministers de volgende dagen, het plan van de regering aan voor de geleidelijke opheffing van de beperkende maatregelen en de herstart van de bedrijfsactiviteiten. Het plan bestond uit specifieke mijlpaaldata en werd verlengd tot en met mei en juni 2020. Het was de afgelopen weken voortdurend geëvalueerd tegen het COVID-19-infectiepercentage en herzien op basis van de voortgang van de pandemie in het land.

### Beginfase op 4 mei
Vanaf 4 mei hoefden degenen die zich buiten hun huis begeven niet langer een sms te sturen of een verklaring met hun reden bij zich te hebben; dat geldt echter alleen binnen de regionale eenheid waar ze wonen. In de 42 dagen dat deze regelgeving in werking was, van 23 maart tot 4 mei, werden in totaal ongeveer 110 miljoen sms'en naar het nummer 13033 afgehandeld, een gemiddelde van 1.818 berichten per minuut. Reizen naar andere regionale eenheden of tussen eilanden binnen dezelfde regionale eenheid bleef tot 18 mei verboden.
Sommige winkels gingen open op 4 mei, maar sommige waren alleen op afspraak open en handhaafden strikte regels met betrekking tot het maximale aantal mensen binnen. Kappers, boekhandels, winkels voor elektrische apparaten, sportwinkels, opticiens en auto-inspectiecentra (KTEO) gingen weer open. Deze herstart had betrekking op in totaal 26.167 bedrijven, ongeveer 10% van de ondernemingen waarvan de activiteiten waren opgeschort, en 68.528 werknemers, ook ongeveer 10% van het totaal.
Het gebruik van gezichtsmaskers is verplicht voor werknemers en klanten op sommige gesloten plaatsen, zoals supermarkten, ziekenhuizen, apotheken, klinieken en liften, maar ook in het openbaar vervoer. De regering adviseerde het gebruik van privévoertuigen in plaats van het openbaar vervoer om verkeersopstoppingen te verminderen. Het openbaar vervoer paste de dienstregeling aan om passagiers tijdens spitsuren zonder drukte te ontvangen.
Werknemers in de publieke sector werken in drie fasen, om 07:00, 08:00 en 09:00 uur 's ochtends om overbelasting van het openbaar vervoer te voorkomen, en het buitengewoon verlof voor ouders met schoolgaande kinderen werd verlengd tot eind mei.
De geplande operaties werden hervat vanaf 4 mei, individueel sporten was toegestaan in open ruimtes en kerken werden geopend, maar alleen voor individueel gebed.

### 11 en 18 mei
Op 11 mei zijn alle overgebleven winkels en rijscholen die door de overheid zijn gesloten, met uitzondering van winkelcentra, cafés en restaurants, heropend met specifieke hygiënevoorschriften. Deze herstart had betrekking op in totaal 66.010 bedrijven, ongeveer 25% van de ondernemingen waarvan de activiteiten waren opgeschort, en 155.962 werknemers, 22,5% van het totaal.
De lessen voor scholieren van de middelbare school werden hervat vanaf 11 mei, maar de klassen waren verdeeld in twee groepen met een maximum van 15 leerlingen per groep. Groepen volgden lessen op afwisselende dagen. Gelovigen konden vanaf 17 mei goddelijke liturgieën en andere religieuze diensten bijwonen met inachtneming van specifieke hygiënevoorschriften.
Vanaf 18 mei werden alle andere lessen van het onderwijs hervat en werden de privélessen en de centra voor vreemde talen weer geopend. Op die datum werden ook alle bewegingsbeperkingen in het hele land opgeheven door het herstarten van het vrije reizen tussen regio's op het vasteland en de eilanden Kreta en Euboea. Reizen per bus, trein of vliegtuig omvat een reeks hygiënemaatregelen, zoals screeningmaatregelen vóór het aan boord gaan, limieten voor het maximale aantal personen dat aan boord mag gaan, verplicht gebruik van gezichtsmaskers, een veilige afstand bewaren en regelmatig schoonmaken en desinfecteren. Op 18 mei zijn alle archeologische vindplaatsen, dierentuinen, botanische tuinen evenals alle esthetische en voedingsinstituten, discount- en outlet-dorpen en winkelcentra heropend, eerder dan de eerder vastgestelde datum van 1 juni. Winkelcentrumklanten en -medewerkers moeten veilige afstanden aanhouden en maskers dragen.

### Volgende fasen (25 mei - juni)
Op 25 mei, een week eerder dan de oorspronkelijke planning, gingen alle cafés en restaurants weer open voor het bedrijfsleven, maar alleen met zitplaatsen buiten, bepaalde afstanden tussen stoelen en tafels en maximaal zes zittende klanten per tafel. Het gebruik van gezichtsmaskers en handschoenen door medewerkers is verplicht.
Vanaf 1 juni zijn hotels (die het hele jaar open zijn), openluchtbioscopen, golfbanen en openbare zwembaden geopend. Kinderopvang, kleuterscholen en basisscholen zijn ook geopend op 1 juni, hoewel hun operatie aanvankelijk niet was besloten. De binnenruimtes van restaurants en cafés en andere overdekte faciliteiten waren geleidelijk geopend vanaf 6 juni.

## Situatie in  de rest van 2020
Er was een tweede lockdown van 7 november tot 14 december. De restricties betroffen het verlaten van het huis, bezoek, bijwonen van activiteiten en reisgedrag.

## Na 2020
In januari 2021 begon een derde golf en op 4 maart 2021 volgden weer strenge maatregelen, zoals de sluiting van middelbare scholen en winkels.